# کوهستان تساغکونیاتس
کوهستان تساغکونیاتس (ارمنی: Ծաղկունյաց լեռնաշղթա) مجموعه‌ای از کوه‌ها در ارمنستان هستند که عمدتاً در استان‌های کوتایک و آراگاتسوتن قرار گرفته‌اند. 
این کوهستان شامل شمار زیاد کوه آتشفشانی غیرفعال است. طول کل مجموعه کوه‌ها به ۴۲ کیلومتر می‌رسد و از میان کوه‌های پامبک در نزدیکی روستای میجناتون در شمال ارمنستان و ساحل سمت راست رودخانه هرازدان تا جنوب شرقی این کشور کشیده شده است. بلندترین قله آن کوه تغنیس است در نزدیکی ناحیه تساغکادزور واقع شده و ۲۸۵۱ متر بلندا دارد. سنگ‌های باقی‌مانده از این کوهستان که میدان آتشفشانی شکل گرفته‌اند، مربوط به دوره‌های پلیستوسن تا هولوسن است و دارای گنبد گدازه و مخروط خاکستر هستند.
مناطق مسکونی واقع‌شده در امتداد این کوهستان از جمله هانکاوان، بجنی، آرزاکان و آقوران مناطق مناسبی برای تفریحگاه کوهستانی به‌شمار می‌آیند.

## نگارخانه

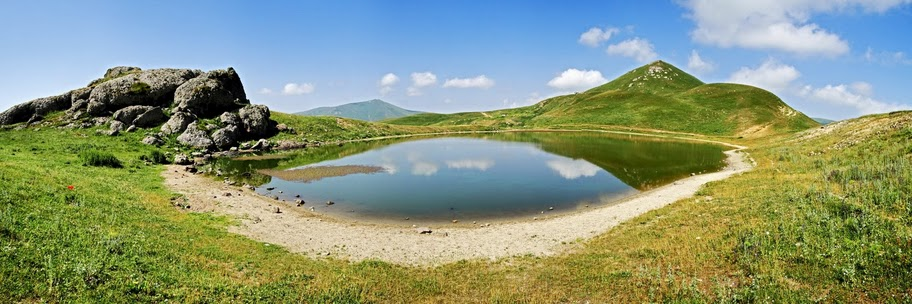
دریاچه آتشفشانی واقع در کوهستان تساغکونیاتس